# Acide thiocyanique
L'acide thiocyanique est un composé chimique de formule semi-développée H–S–C≡N, qui existe en fait comme un mélange avec l'acide isothiocyanique, composé tautomérique de structure H–N=C=S. Ainsi, il n'a jamais pu être isolé pur.
C'est l'analogue soufré de l'acide cyanique, de structure H–O–C≡N.
Les sels et esters de l'acide thiocyanique sont les thiocyanates. Les sels sont composés de l'anion thiocyanate (NCS−) et d'un cation métallique adéquat, par exemple le thiocyanate de potassium KSCN. Les esters de l'acide thiocyanique ont pour formule générale R-SCN.